# Chinavita
Chinavita – miasto w Kolumbii, w departamencie Boyacá.